# Marina di Ravenna
Marina di Ravenna is een plaats (frazione) in de Italiaanse gemeente Ravenna.